# Hans von Koester
Pour les articles homonymes, voir Koester.
Hans von Koester, né le 29 avril 1844 à Schwerin et mort le 21 février 1928 à Kiel, est un officier de marine allemand qui servit dans la Marine du royaume de Prusse, puis dans la Marine impériale allemande, et atteignit la dignité de Großadmiral.

## Biographie
Hans Koester naît dans une famille bourgeoise à Schwerin dans le grand-duché du Mecklembourg-Schwerin. Il entre en tant que cadet dans la marine prussienne en 1859. Il se fait remarquer par ses qualités et gravit les échelons de la Norddeutsche Bundesmarine, puis de la Kaiserliche Marine. Il obtient son premier commandement sur le brick SMS Undine (de) et devient korvettenkapitän. Il navigue en 1874-1875 pendant quinze mois vers l'Amérique du Nord, l'Amérique centrale et l'Amérique du Sud. Hans Koester est nommé Kapitän zur See en 1881.

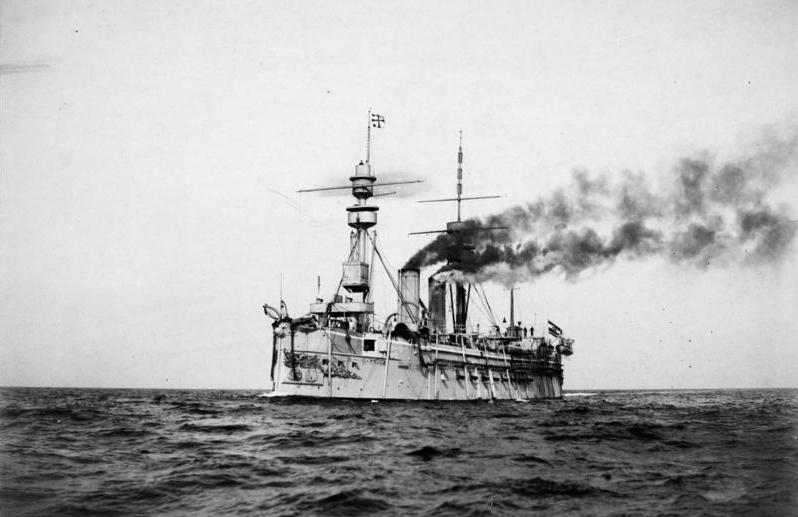
Le König Wilhelm en 1890

Jusqu'à sa nomination au grade de konteradmiral en 1889, il est successivement commandant en 1883 du bateau-école, la frégate SMS Niobe, commandant en 1884 du navire SMS Württemberg, commandant en 1887 de la frégate SMS König Wilhelm qui est à l'époque le navire de guerre le plus important de la Marine impériale. Il est de surcroît de 1884 à 1889 chef de l'état-major de l'amirauté à Berlin et directeur du chantier naval militaire de Kiel.
Hans Koester est nommé vizeadmiral en 1892. Il devient alors, jusqu'en 1903, le chef de la base de marine de la mer Baltique à Kiel. Il a pour tâche de renforcer la garnison du port militaire. Il est nommé admiral en 1897 et inspecteur général de la Marine en 1899. Lorsque l'amiral von Tirpitz présente ses plans pour une grande bataille navale en 1897, l'amiral Koester objecte simplement qu'il n'y a pas assez d'hommes et qu'il vaut mieux affecter ce budget ailleurs. C'est lui qui envoie l'escadre de la marine allemande d'Extrême-Orient à l'automne 1897 vers la péninsule du Shandong, alors qu'il remplace l'amiral von Knorr en permission pour maladie. L'escadre est commandée par Otto von Diederichs et elle prend Kiaou-Tchéou en novembre, devenant ensuite concession de l'Empire allemand.
Il est anobli en 1900 au titre de baron et se fait ajouter la particule von à son nom. Le 25 juin 1905, il est élevé à la dignité de Großadmiral, ce qui en fait le premier marin allemand à recevoir ce titre. En 1905, il est nommé membre à vie de la chambre des seigneurs de Prusse, la Herrenhaus. Il demande à prendre sa retraite le 31 décembre 1906.
Il est élu en 1908 président de la Flottenverein (l’Association de la Marine allemande, fondée en 1898) et assume cette charge jusqu'en 1919. Ainsi, il représente l'Allemagne à New-York du 25 septembre au 11 octobre 1909 pour la commémoration Hudson-Fulton (en). Il travaille avec l'amiral von Tirpitz à la levée de fonds pour promouvoir les cérémonies publiques concernant les activités de la Marine, comme les lancers de navire qui sont devenus des cérémonies élaborées depuis 1900.
Il est fait citoyen d’honneur de la ville de Kiel le jour de son 70e anniversaire, le 29 avril 1914. Pendant la Première Guerre mondiale, il est délégué de la Marine impériale pour les hôpitaux de marine. En 1916-1917, il se déclare favorable à guerre sous-marine à outrance, méthode de combat naval qui contribue à l'entrée en guerre des États-Unis en 1917 aux côtés des Alliés, contre l'Allemagne.
Le baron von Koester meurt en 1928 et est enterré au cimetière du Nord à Kiel.

## Distinctions
- Grand-croix de l'ordre de l'Aigle rouge, avec couronne
- Ordre de la Couronne (Prusse) de première classe
- Grand-croix de l'ordre souverain royal de la Maison de Hohenzollern
- Médaille du Service de Prusse
- Grand-croix de l'ordre de Berthold Ier
- Grand-croix de l'ordre du Lion de Zähringen, avec feuilles de chêne
- Grand-croix de l'ordre du Mérite militaire de Bavière
- Grand-croix d'honneur de l'ordre du Mérite du duc Pierre-Frédéric-Louis d'Oldenbourg
- Croix d'honneur reussoise
- Ordre de la Couronne de Saxe
- Grand-croix de l'ordre du Faucon blanc
- Grand-croix de l'ordre de la Couronne de Wurtemberg
- Grand-croix de l'ordre impérial de Léopold
- Ordre du Double Dragon (Chine) de première classe
- Ordre de l'Éléphant
- Chevalier grand-croix de l'ordre royal de Victoria
- Commandeur de l'ordre du Soleil levant
- Grand-croix de l'ordre des Saints-Maurice-et-Lazare
- Grand-croix de l'ordre de la Couronne d'Italie
- Grand-croix de l'ordre de Saint-Charles
- Grand-croix de l'ordre du Lion néerlandais
- Commandeur de l'ordre de Saint-Olaf
- Grand-croix de l'ordre impérial de Léopold
- Croix de fer de première classe
- Grand-croix de l'ordre de Saint-Alexandre-Nevski avec brillants
- Ordre de Sainte-Anne de première classe
- Ordre des Séraphins
- Grand-croix de l'ordre de l'Épée
- Grand-croix de l'ordre de la Couronne du Siam
- Grand-croix de l'ordre de Louis de Hesse
- Grand-croix de l'ordre du Griffon
- 1902 : ordre de l'Aigle noir
- 1909 : ordre de l'Aigle noir avec brillants
- 29 avril 1914 : citoyen d'honneur de Kiel